# 日主
日主（にっしゅ、弘治元年11月17日（1555年12月29日） - 元和3年8月17日（1617年9月16日））は、日蓮正宗総本山大石寺第14世法主。

## 略歴
- 弘治元年（1555年）11月17日、誕生。
- 永禄10年（1567年）10月13日、13世日院、幸島の妙行坊に命じて日主（13歳）を付弟となし下野平井信行寺に置く。
- 天正元年（1573年）、日院より法を付嘱し第14世日主として登座す。2月15日、左京阿日教著穆作抄を写す。4月、陸前柳ノ目完蔵坊の常住本尊を中将日伝に授与す。8月19日、御霊宝虫払法会を修す。
- 天正2年（1574年）9月12日、武田勝頼、大石寺及び重須本門寺の寺規を定め両寺の修造興隆に努めしむ。
- 天正15年（1587年）、京要法寺と通用の申合せをなし日目の本尊を授与す。
- 天正16年（1588年）、京要法寺、日興の本尊を日主に贈る。
- 慶長元年（1596年）9月1日、下野小金井蓮行寺において法を日昌に付す。
- 元和元年（1615年）7月13日、磐城滑津に本法寺を創す。
- 元和3年（1617年）8月5日、下野小金井より日昌に状を送る。8月17日、63歳で死去した。